# Чемлыкская волость (Усманский уезд)
Чемлыкская во́лость — административно-территориальная единица Усманского уезда Тамбовской губернии с центром в селе  Чемлык.

## География
Волость расположена в восточной части Усманского уезда. Волостной центр находился в 70 верстах от г. Усмани.

## История
Волость создана  в 1861 году.   Волостное управление на основании Общего положения о крестьянах 1861 года составили:
1. Волостной сход;
2. Волостной старшина с волостным правлением;
3. Волостной крестьянский суд.

Волостные правления были ликвидированы постановлением Совнаркома РСФСР от 30 декабря 1917 года «Об органах местного самоуправления». Управление волости передавалось волостным съездам советов и волисполкомам.
Постановлением ВЦИК РСФСР от 4 января 1923 г. передана в состав Тамбовского уезда Тамбовской  губернии.

## Населённые  пункты
По состоянию на 1914 год состояла из следующих населенных пунктов:
| №  | Название населённого пункта | Тип населенного пункта | Население |
| -- | --------------------------- | ---------------------- | --------- |
| 1. | Чемлычек                    | село, центр волости    | 729       |
| 2. | Войково                     | деревня                | 389       |
| 3. | Коломино                    | деревня                | 183       |
| 4  | Писаревка                   | сельцо                 | 334       |
| 5  | Лавровка                    | деревня                | 939       |
| 6  | Лежайка                     | деревня                | 634       |
| 7  | 1-е Васильевское            | сельцо                 | 323       |
| 8  | 2-е Васильевское            | сельцо                 | 309       |

## Приход
Приход Христорождественской церкви в с. Чемлык. Церковь деревянная.

## Население
1890—2187 человек.
Основная масса населения — крестьяне бывшие крепостные.